# Salto del Laja

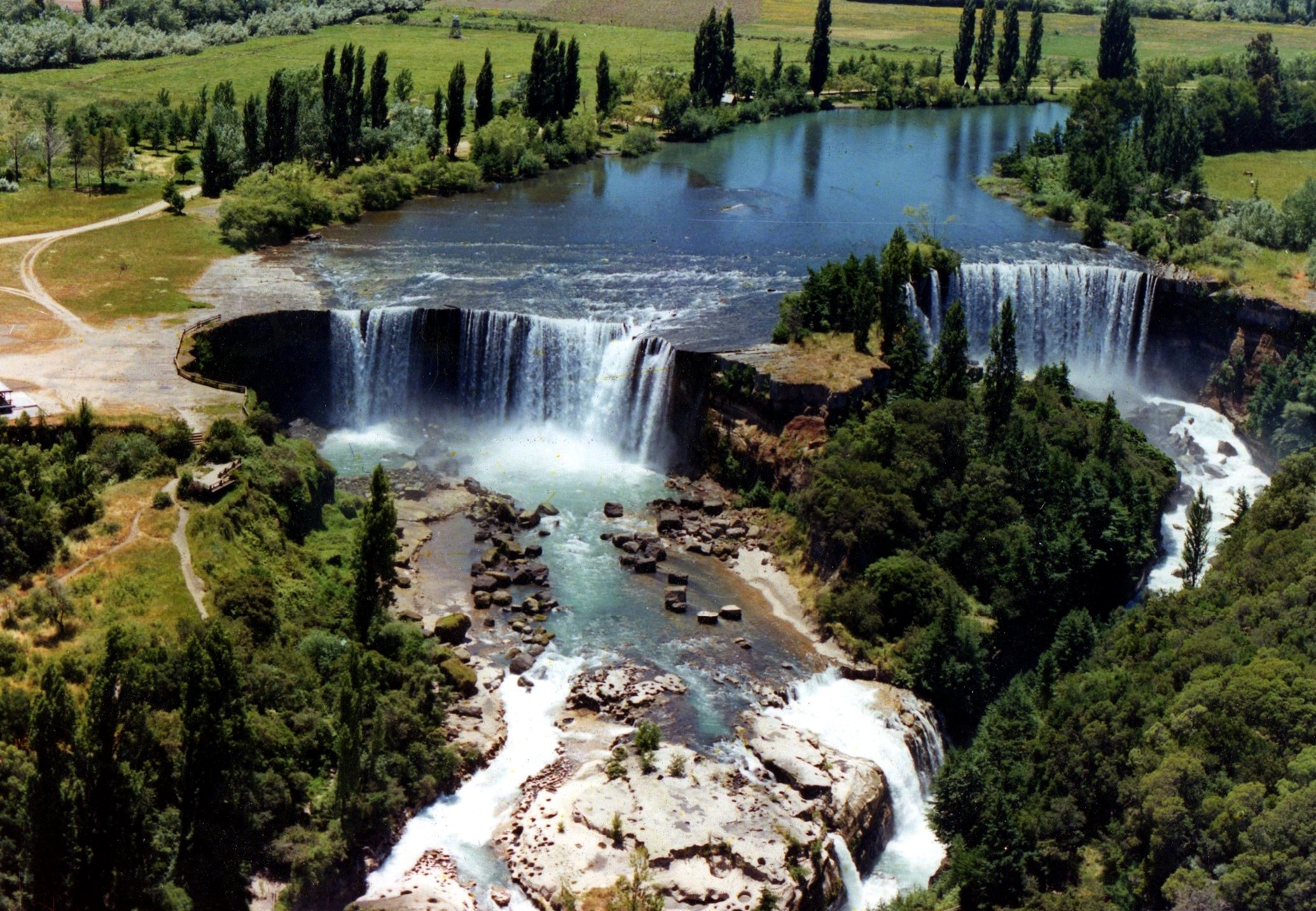
Le due cascate più a est, viste dall'alto

Il Salto del Laja è una cascata formata dal Río de la Laja nella regione centro-sud del Cile. È situata vicino all'antica autostrada panamericana, tra le città di Los Ángeles e Chillán. Al di sotto della cascata il Río de la Laja ha formato uno stretto canyon. I dintorni della cascata sono molto sfruttati a livello di turismo.
Il Salto del Laja consiste di quattro cascate a forma di ferro di cavallo, uno su ciascun braccio del Río de la Laja. La più alta (35 m) è quella più a est, e le altre sono alte circa 20 m. La larghezza totale delle quattro cascate è di circa 455 m.